# Potentilla chinensis
Potentilla chinensis är en rosväxtart som beskrevs av Nicolas Charles Seringe. Potentilla chinensis ingår i Fingerörtssläktet som ingår i familjen rosväxter. Utöver nominatformen finns också underarten P. c. lineariloba.

## Bildgalleri

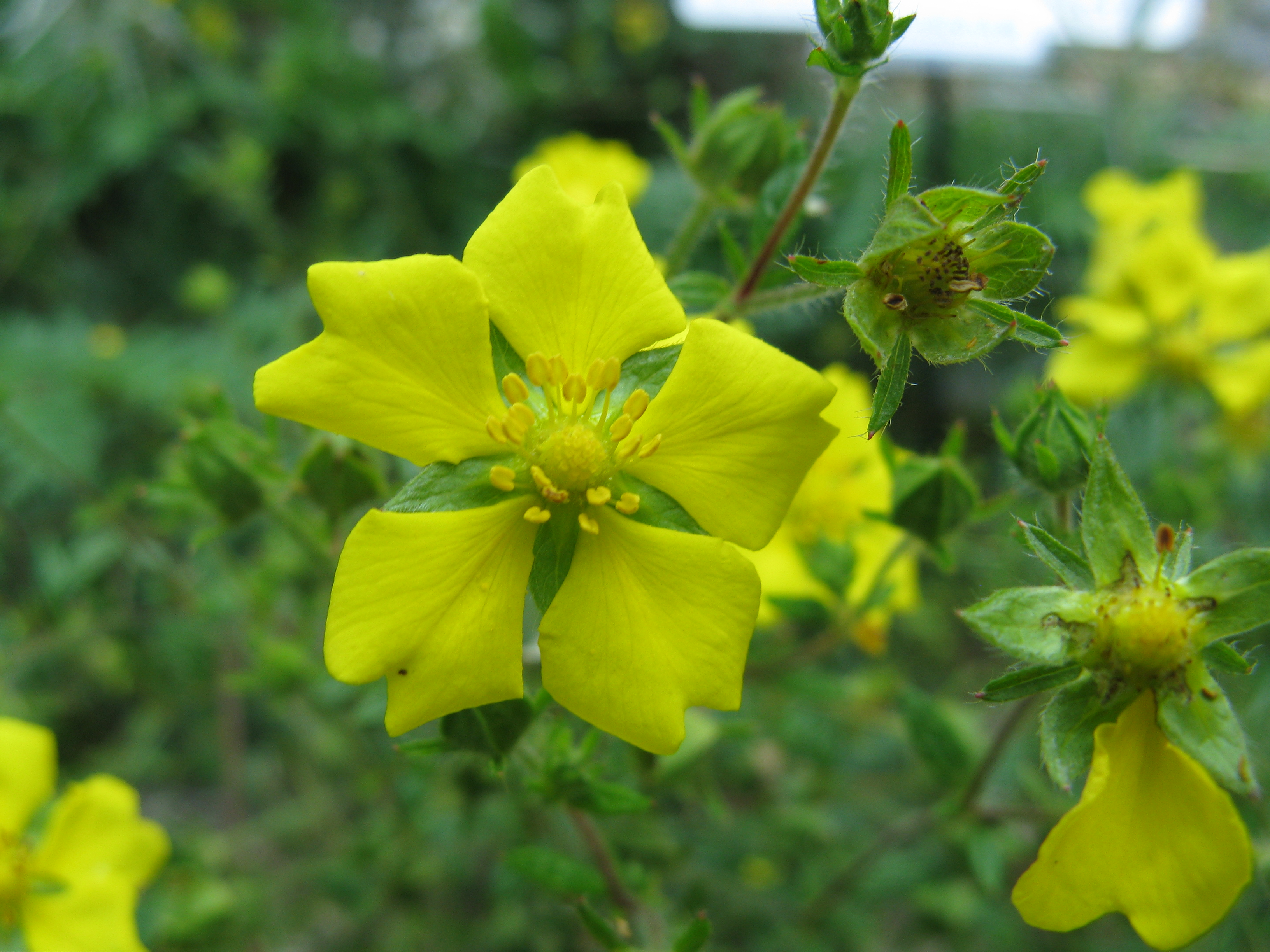